# Karl Schmeißer

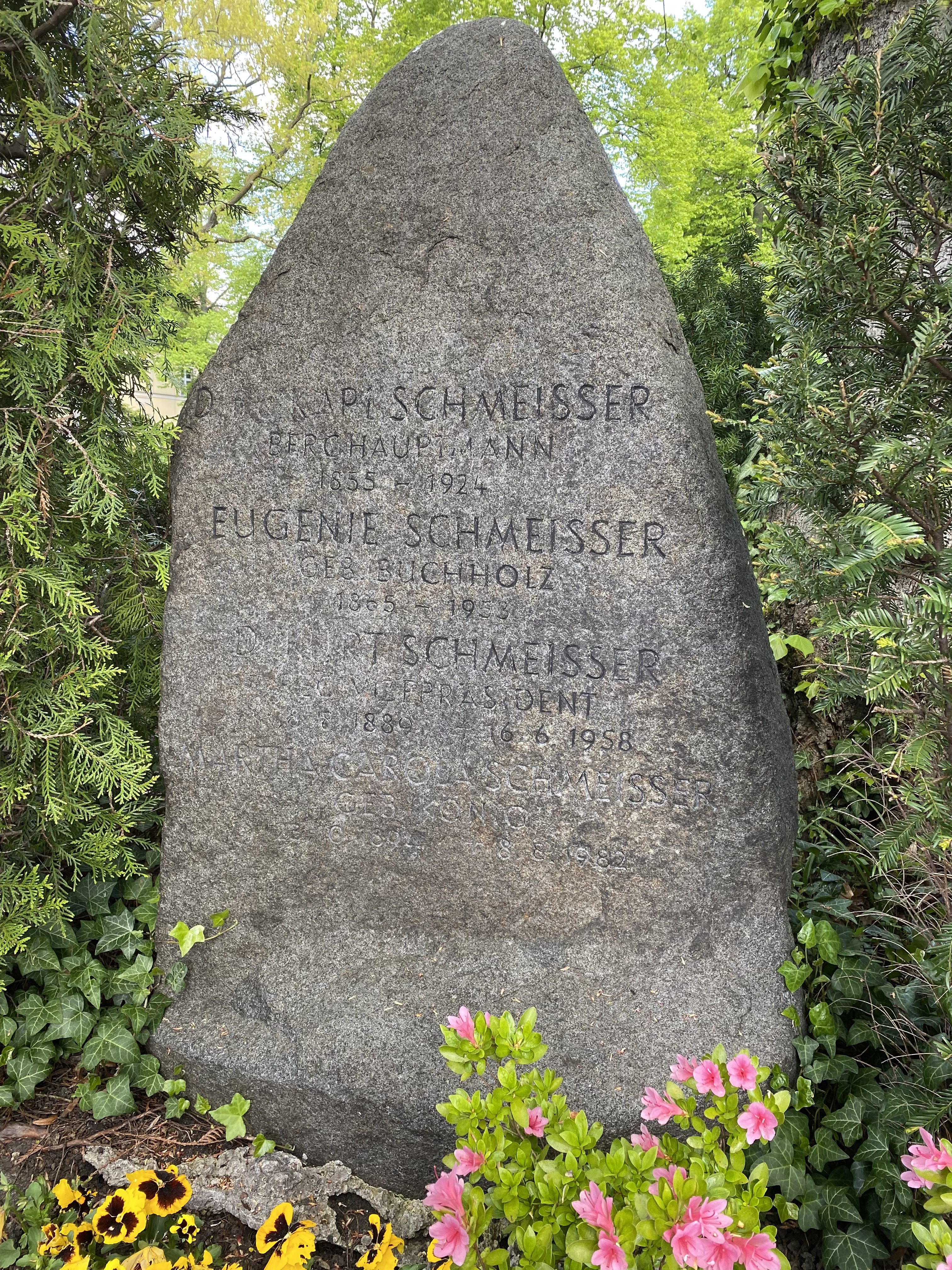
Familiengrabstätte Schmeisser

Karl Adolf Schmeißer, auch Karl Schmeisser (* 16. Oktober 1855 in Siegen; † 2. April 1924 in Berlin-Dahlem), war ein deutscher Geologe und Erster Direktor der Preußischen Geologischen Landesanstalt.

## Ausbildung und erste Anstellungen
Nach dem Abitur studierte Schmeißer das Bergfach und bestand am 10. Juli 1879 das Referendar- sowie am 10. Februar 1883 das Assessorexamen. Anschließend arbeitete er als Bergassessor und „Hilfsarbeiter“ bei der Bergwerksdirektion Saarbrücken und wechselte noch im selben Jahr als Regierungsassessor zur Eisenbahndirektion Köln. Seit 1889 war er als Bergmeister im Bergrevier Magdeburg tätig und wurde im Jahr 1900 zum Bergrat ernannt.

## Auslandsreisen
1893 reiste Schmeißer im Auftrage des Preußischen Staatsministerium nach Südafrika, um den Diamantbergbau in Kimberley zu studieren und Material über den Goldbergbau in Transvaal zu sammeln. Zurück in Deutschland, arbeitete er 1894 zunächst als Bergrevierbeamter im Bergamt Aachen und bereiste wegen erneuter Recherche zum Goldbergbau von 1895 bis 1897 Australien, Tasmanien und Neuseeland.

## Weiteres Wirken
1897 wurde Schmeißer zum Oberbergrat befördert und Mitglied des Oberbergamtes Clausthal. Im Jahr 1900 erfolgte seine Berufung als Erster Direktor der Preußischen Geologischen Landesanstalt; die Stellung hatte er bis 1906 inne. 1901 wurde er als Mitglied des Kolonialrates berufen und ab 1906 als Mitglied der Landeskundlichen Kommission des Reichskolonialamtes. Im Jahr 1906 wechselte er als Berghauptmann und Direktor des dortigen Oberbergamtes nach Breslau. 1916 wurde Schmeißer zum Wirklichen Geheimen Oberbergrat ernannt und 1918 zum Leiter der Forschungsabteilung für Bergbau und Hüttenwesen des Osteuropa-Instituts Breslau. 1919 übernahm er den Vorsitz des Verwaltungsrates des Instituts, bevor er 1922 in den Ruhestand verabschiedet wurde.
Von 1899 bis 1903 gehörte Schmeißer als Mitglied der Freikonservativen Partei dem Preußischen Landtag an. Beigesetzt wurde er in der Familiengrabstätte auf dem Friedhof Dahlem.

## Auszeichnungen
- 1900: Geheimer Bergrat
- 1902: Roter Adlerorden 4. Klasse
- 1905: Königlicher Kronenorden 3. Klasse
- 1905: Franz-Joseph-Orden Komturkreuz
- 1906: Herzoglich Sachsen-Ernestinischer Hausorden 2. Klasse
- 1906: Hausorden Albrechts des Bären Kommandeur 2. Klasse
- 1906: Orden Heinrichs des Löwen Kommandeur 2. Klasse
- 1907: Verdienstorden vom Heiligen Michael 2. Klasse
- 1908: Roter Adlerorden 3. Klasse mit Schleife
- 1911: Königlicher Kronenorden 2. Klasse
- 1913: Roter Adlerorden 2. Klasse mit Eichenlaub
- 1913: Dr.-Ing. h. c.
- 1917: Eisernes Kreuz am weißen Bande mit schwarzer Einfassung
- 1918: Franz-Joseph-Orden 2. Klasse mit Stern
- 1922: Dr. phil. h. c.

## Werke
- Der Goldbergbau in der Südafrikanischen Republik (Transvaal) und seine Bedeutung für die deutsche Maschinenindustrie. Vortrag in der Sitzung des Berliner Bezirksvereins vom 21. Februar 1894. In: Zeitschrift des Vereins deutscher Ingenieure, 1894, Band 38.
- Über Vorkommen und Gewinnung der nutzbaren Mineralien in der Südafrikanischen Republik (Transvaal) unter besonderer Berücksichtigung des Goldbergbaus. Berlin 1894.
- zusammen mit Karl Vogelsang: Die Goldfelder Australasiens. Dietrich Reimer, Berlin 1897.
- Die Geschichte der Geologie und des Montanwesens in den 200 Jahren des preußischen Königreiches sowie die Entwicklung und die ferneren Ziele der geologischen Landesanstalt und Bergakademie. In: Jahrbuch der kgl. preuß. Landesanstalt. 1901.
- Die nutzbaren Bodenschätze der Deutschen Schutzgebiete. Vortrag beim Deutschen Kolonialkongresses zu Berlin am 10. Okt. 1902, Bibliogr. Inst., Leipzig 1902.
- Bodenschätze und Bergbau Kleinasiens. Sonderabdruck aus: Zeitschrift für praktische Geologie, 6/14, 1906.
- Die nutzbaren Bodenschätze und die Entwickelung des Bergbaus in den deutschen Schutzgebieten. In: Schlesische Zeitung, 1908.